# 이시도촌 (후쿠시마현)
이시도촌(石戸村)은 후쿠시마현 다테군에 있던 촌이다. 현재의 다테시 료젠정에 해당한다.

## 역사
- 1889년 4월 1일 - 정촌제 시행에 의해 2촌의 구역으로 성립하였다.
- 1955년 1월 31일 -  가케타정, 료젠촌, 오구니촌이 합병해, 료젠정이 성립하여, 동일 이시도촌이 폐지되었다.
- 2006년 1월 1일 - 료젠정이 다테정, 호바라정, 야나가와정, 쓰키다테정과 합병해 다테시가 성립하였다.

## 참고문헌
- 角川日本地名大辞典 7 福島県